# Нехлюв
Нехлюв (пол. Niechlów, нім. Nechlau) — село в Польщі, у гміні Нехлюв Ґуровського повіту Нижньосілезького воєводства.
Населення — 871 особа (2011).
У 1975-1998 роках село належало до Лешненського воєводства.

## Демографія
Демографічна структура станом на 31 березня 2011 року:
|          | Загалом | Допрацездатний вік | Працездатний вік | Постпрацездатний вік |
| -------- | ------- | ------------------ | ---------------- | -------------------- |
| Чоловіки | 421     | 85                 | 310              | 26                   |
| Жінки    | 450     | 91                 | 279              | 80                   |
| Разом    | 871     | 176                | 589              | 106                  |